# Equitazione ai Giochi della XXXIII Olimpiade - Dressage a squadre
La competizione di dressage a squadre ai Giochi della XXXIII Olimpiade di Parigi si è svolta dal 30 luglio al 3 agosto 2024 presso la Reggia di Versailles.
La Germania ha difeso il titolo olimpico, vincendo la competizione, mentre la squadra danese e quella inglese hanno rispettivamente vinto la medaglia d'argento e di bronzo.

## Programma
| Data           | Ora (UTC+2) | Turno                 |
| -------------- | ----------- | --------------------- |
| 30 luglio 2024 | 11:00       | Grand Prix - Giorno 1 |
| 31 luglio 2024 | 10:00       | Grand Prix - Giorno 2 |
| 3 agosto 2024  | 10:00       | Grand Prix Special    |
| Fonte:         |             |                       |

## Formato di gara
Il format di gara è rimasto lo stesso di Tokyo 2020, con 3 membri a squadra e non più 4 come in precedenza. La competizione è suddivisa in due, rispettivamente Grand Prix e Grand Prix Special.
- Grand Prix: la qualificazione per la finale del dressage a squadre si svolge sfruttando il Grand Prix del dressage individuale. Su un totale di 15 squadre, accedono alla finale solamente le prime 10 squadre tenendo conto dei risultati combinati dei tre migliori cavalieri o cavallerizze.
- Grand Prix Special: i punteggi ottenuti durante la fase del Grand Prix non vengono presi in considerazione. Gli atleti svolgono nuovamente la gara e vengono considerati i punteggi aggregati dei tre atleti che compongono la singola nazione.

## Qualificazioni
Ogni Comitato olimpico nazionale (CON) può far entrare nella competizione del dressage individuale fino a tre atleti qualificati. Alle qualificazioni vengono assegnate delle quote paese ai singoli CON, i quali selezionano gli atleti in base al ranking, per un massimo di 60 atleti in competizione.
Le 60 quote sono state suddivise come segue: 
- Squadre (45 posti): Ognuno dei 15 NOC qualificati nel dressage a squadre fa accedere i suoi 3 atleti al dressage individuale.
- Ranking (15 posti): I primi due atleti (1 per CON, esclusi i CON che hanno già squadre qualificate) nelle 7 regioni georafiche hanno ricevuto una quota olimpica. La restante quota olimpica è stata assegnata in base al ranking a prescindere dall'area geografica di provenienza. America del Nord e America del Sud sono state considerate come una unica area geografica.[5]

Le qualificazioni alla finale del dressage a squadre, definito Grand Prix Special, sono determinate dal punteggio ottenuto durante il Grand Prix, che serve come qualificazione alle finali sia per le competizioni a squadre che individuali. Il Grand Prix Special si differenzia dalla finale di dressage individuale in quanto competizione leggermente più rigorosa con enfasi sulle transizioni difficili (come il passo raccolto – piaffe).

## Risultati

### Grand Prix
| Pos.   | Nazionalità   | Cavalieri                                                               | Cavalli                                          | PI                   | PS      | Note |
| ------ | ------------- | ----------------------------------------------------------------------- | ------------------------------------------------ | -------------------- | ------- | ---- |
| 1      | Germania      | Frederic Wandres Isabell Werth Jessica von Bredow-Werndl                | Bluetooth OLD Wendy TSF Dalera BB                | 76.118 79.363 82.065 | 237.546 | Q    |
| 2      | Danimarca     | Nanna Skodborg Merrald Daniel Bachmann Andersen Cathrine Laudrup-Dufour | Zepter Vayron Freestyle                          | 78.028 76.910 80.792 | 235.730 | Q    |
| 3      | Gran Bretagna | Carl Hester Becky Moody Charlotte Fry                                   | Fame Jagerbomb Glamourdale                       | 77.345 74.938 78.913 | 231.196 | Q    |
| 4      | Paesi Bassi   | Dinja van Liere Emmelie Scholtens Hans Peter Minderhoud                 | Hermes Indian Rock Toto Jr.                      | 77.764 74.581 72.578 | 224.923 | Q    |
| 5      | Svezia        | Juliette Ramel Patrik Kittel Therese Nilshagen                          | Buriel K.H. Touchdown Dante Weltino OLD          | 71.553 74.314 73.991 | 219.861 | Q    |
| 6      | Belgio        | Flore de Winne Larissa Pauluis Domien Michiels                          | Flynn FRH Flambeau Intermezzo V/H Meerdaalhof    | 73.028 72.127 72.531 | 217.686 | Q    |
| 7      | Francia       | Corentin Pottier Alexandre Ayache Pauline Basquin                       | Gotilas du Feuillard Jolene Sertorius de Rima Z  | 70.683 70.279 73.711 | 214.673 | Q    |
| 8      | Austria       | Stefan Lehfellner Florian Bacher Victoria Max-Theurer                   | Roberto Carlos MT Fidertraum OLD Abegglen FH NRW | 68.183 71.009 74.301 | 213.493 | Q    |
| 9      | Finlandia     | Emma Kanerva Henri Ruoste Joanna Robinson                               | Greek Air Tiffanys Diamond Glamouraline          | 73.680 70.621 65.637 | 209.938 | Q    |
| 10     | Australia     | Jayden Brown William Matthew Simone Pearce                              | Quincy B Mysterious Star Destano                 | 68.991 69.953 70.171 | 209.115 | Q    |
| 11     | Canada        | Naima Moreira Laliberte Chris von Martels Camille Carier Bergeron       | Statesman Eclips Finnländerin                    | 68.711 66.863 68.338 | 203.912 |      |
| 12     | Portogallo    | António do Vale Maria Caetano Rita Ralao Duarte                         | Fine Fellow - H Hit Plus Irao                    | 66.910 66.630 68.261 | 201.801 |      |
| 13     | Spagna        | Claudio Castilla Ruiz Juan Antonio Jiménez Cobo Borja Carrascosa        | Hi-Rico do Sobral Euclides Mor Frizzantino FRH   | 69.829 60.031 70.823 | 200.683 |      |
| 14     | Polonia       | Katarzyna Milczarek Sandra Sysojeva Aleksandra Szulc                    | Guapo Maxima Bella Breakdance                    | 66.910 73.416 60.078 | 200.404 |      |
| 15     | Stati Uniti   | Marcus Orlob Adrienne Lyle Steffen Peters                               | Jane Helix Suppenkasper                          | EL 72.593 66.491     | EL      |      |
| Fonte: |               |                                                                         |                                                  |                      |         |      |

### Grand Prix Freestyle
| Pos.    | Nazionalità   | Cavalieri                                                               | Cavalli                                          | PI                   | PS      | Note |
| ------- | ------------- | ----------------------------------------------------------------------- | ------------------------------------------------ | -------------------- | ------- | ---- |
| Oro     | Germania      | Frederic Wandres Isabell Werth Jessica von Bredow-Werndl                | Bluetooth OLD Wendy TSF Dalera BB                | 75.942 79.894 79.954 | 235.790 |      |
| Argento | Danimarca     | Daniel Bachmann Andersen Nanna Skodborg Merrald Cathrine Laudrup-Dufour | Vayron Zepter Freestyle                          | 75.973 78.480 81.216 | 235.669 |      |
| Bronzo  | Gran Bretagna | Becky Moody Carl Hester Charlotte Fry                                   | Jagerbomb Fame Glamourdale                       | 76.489 76.520 79.483 | 232.492 |      |
| 4       | Paesi Bassi   | Hans Peter Minderhoud Emmelie Scholtens Dinja van Liere                 | Toto Jr. Hermes Indian Rock                      | 72.644 70.684 77.720 | 221.048 |      |
| 5       | Belgio        | Domien Michiels Larissa Pauluis Flore de Winne                          | Intermezzo V/H Meerdaalhof Flambeau Flynn FRH    | 72.386 69.179 74.149 | 215.714 |      |
| 6       | Francia       | Corentin Pottier Alexandre Ayache Pauline Basquin                       | Gotilas du Feuillard Jolene Sertorius de Rima Z  | 71.748 70.821 72.720 | 215.289 |      |
| 7       | Svezia        | Juliette Ramel Therese Nilshagen Patrik Kittel                          | Buriel K.H. Dante Weltino OLD Touchdown          | 68.830 69.650 74.331 | 212.811 |      |
| 8       | Finlandia     | Joanna Robinson Henri Ruoste Emma Kanerva                               | Glamouraline Tiffanys Diamond Greek Air          | 71.322 66.413 74.301 | 212.036 |      |
| 9       | Austria       | Stefan Lehfellner Florian Bacher Victoria Max-Theurer                   | Roberto Carlos MT Fidertraum OLD Abegglen FH NRW | 67.143 70.608 73.754 | 211.505 |      |
| 10      | Australia     | Jayden Brown William Matthew Simone Pearce                              | Quincy B Mysterious Star Destano                 | 70.152 69.711 67.340 | 207.203 |      |
| Fonte:  |               |                                                                         |                                                  |                      |         |      |